# پیتر پن (فیلم ۱۹۵۳)
پیتر پن (انگلیسی: Peter Pan) یک فیلم پویانمایی ماجراجویی و فانتزی آمریکایی محصول ۱۹۵۳ که توسط والت دیزنی ساخته شده و بر اساس نمایشنامه پیتر پن یا پسری که بزرگ نمی‌شود اثر جی ام بری در سال ۱۹۰۴ ساخته شده‌است. این انیمیشن به کارگردانی کلاید جرونیمی، همیلتون لوسک و ویلفرد جکسون، چهاردهمین انیمیشن بلند دیزنی است. صداپیشگان این انیمیشن بابی دریسکال، کاترین، هانس کانرید، پل کالینز، هدر آنجل و بیل تامپسون هستند. خلاصه داستان این فیلم شامل گروهی از کودکان است که با پیتر پن آشنا می‌شوند و برای جوان ماندن به ناکجا آباد سفر می‌کنند، جایی که پیتر همچنین سعی می‌کند از کاپیتان هوک فرار کند. این فیلم در سال ۱۹۵۳ وارد جشنواره فیلم کن شد و در ابتدا در ۵ فوریه ۱۹۵۳ منتشر شد. پیتر پن آخرین انیمیشن دیزنی بود که قبل از اینکه والت دیزنی شرکت پخش خود را تأسیس کند و همچنین آخرین فیلم دیزنی که در آن هر نه عضو نه پیرمرد دیزنی با هم به عنوان کارگردان انیمیشن کار کردند. دنباله ای با عنوان بازگشت به ناکجا آباد در سال ۲۰۰۲ منتشر شد و مجموعه ای از پیش‌درآمدهای مستقیم به دی وی دی تولید شده توسط دیزنی‌تون استودیوز با تمرکز بر تینکر بل در سال ۲۰۰۸ آغاز شد.

## داستان
در لندن ادواردین، جورج و مری دارلینگ در حال آماده شدن برای شرکت در یک مهمانی به دلیل شیطنت‌های پسرانشان، جان و مایکل، که در حال اجرای داستانی از پیتر پن هستند که توسط خواهر بزرگترشان وندی به آنها گفته شده، مختل می‌شود. جورج عصبانی از وندی می‌خواهد که داستان‌ها را رها کند و از فردا دیگر در اتاق پسرها نباشد، زیرا دیر یا زود، همه باید بزرگ شوند. در همان شب، خود پیتر برای یافتن سایه گمشده خود به اتاق پسرها می‌رسد. او وندی را متقاعد می‌کند که به ناکجا آباد (نورلند) بیاید، جایی که او هرگز مجبور به بزرگ شدن نخواهد بود. او و پسرها با کمک تینکر بل به آنجا پرواز می‌کنند. کشتی دزدان دریایی به رهبری کاپیتان هوک و آقای اسمی، در ساحل ناکجا آباد (نورلند) لنگر انداخته‌است. هوک می‌خواهد از پیتر به خاطر قطع دستش انتقام بگیرد، اما از تمساحی که دستش را خورده می‌ترسد، چون می‌داند که مشتاق است بقیه اش را بخورد. وقتی پن و دوستانش می‌رسند، هوک با یک توپ به آنها شلیک می‌کند و پیتر در حالی که دزدان دریایی را طعمه می‌زند، دوستانش را به محل امنی می‌فرستد. تینکر بل که از توجه پن به وندی حسادت می‌کند، پسران گمشده را متقاعد می‌کند که پن به آنها دستور داده‌است که وندی را بیندازند. خیانت تینکر بل به زودی مشخص می‌شود و پیتر او را تبعید می‌کند. جان و مایکل به همراه پسران گمشده برای یافتن بومیان آمریکایی جزیره به راه افتادند؛ با این حال، بومیان این گروه را دستگیر می‌کنند و معتقدند که آنها مسئول گرفتن دختر رئیس، لیلی ببره هستند. در همین حال، پیتر، وندی را به دیدن مرداب پری دریایی می‌برد که با رسیدن هوک به صحنه، پری‌های دریایی وحشت زده فرار می‌کنند. پیتر و وندی می‌بینند که هوک و اسمی لیلی ببره را دستگیر کرده‌اند تا او را مجبور کنند که مخفیگاه پیتر را فاش کند. پیتر لیلی ببره را آزاد می‌کند و او را به رئیس قبیله برمی‌گرداند و قبیله به پیتر احترام می‌گذارد. در همین حال، هوک از حسادت تینکر بل به وندی سوء استفاده می‌کند و او را فریب می‌دهد تا مخفیگاه مخفی پیتر را فاش کند. وندی و برادرانش در نهایت دلتنگ مادرشان می‌شوند و قصد دارند به لندن بازگردند. آنها از پیتر و پسران گمشده دعوت می‌کنند تا به آنها بپیوندند و توسط والدینشان به فرزندی پذیرفته شوند. پسران گمشده موافق هستند، اما پیتر نمی‌خواهد بزرگ شود و قبول نمی‌کند. دزدان دریایی در کمین نشسته‌اند. آن‌ها پسران گمشده، وندی، جان و مایکل را هنگام خروج از خانه درختی دستگیر می‌کنند و یک بمب ساعتی برای کشتن پیتر از طرف وندی، برای او می‌فرستند. تینکر بل از نقشه باخبر می‌شود، درست به موقع که بمب را از دست پیتر در حالی که منفجر می‌شود، گرفته‌است. پیتر، تینکر بل را از زیر آوار نجات می‌دهد و با هم وندی را نجات می‌دهند. سپس با دزدان دریایی مقابله می‌کنند و بچه‌ها را قبل از اینکه بتوانند روی تخته راه بروند آزاد می‌کنند. پیتر در حالی که بچه‌ها با خدمه مبارزه می‌کنند، هوک را وارد نبرد می‌کند و او را شکست می‌دهد. هوک به دریا می‌افتد و با شنا دور می‌شود و توسط تمساح تعقیب می‌شود. پیتر کشتی هوک را فرماندهی می‌کند و با کمک گرد تینکر بل، آن‌ها به لندن می‌برد. جورج و مری دارلینگ از مهمانی به خانه برمی‌گردند و وندی را می‌بینند که پشت پنجره باز در اتاق پسرها خوابیده‌است. وندی بیدار می‌شود و با هیجان از ماجراهای آنها می‌گوید. والدین از پنجره به بیرون نگاه می‌کنند و می‌بینند که کشتی دزدان دریایی در ابرها دیده می‌شود. جورج که از صحبت خود دربارهٔ رفتن وندی از اتاق پسرها برگردانده است، می‌گوید که این کشتی را در دوران کودکی خود دیده‌است.

## بازیگران و شخصیت‌ها
| نقش             | صداپیشه اصلی                        | صداپیشه فارسی       | یادداشت |
| --------------- | ----------------------------------- | ------------------- | --- |
| بابی دریسکال    | پیتر پن                             | سعید شیخ‌زاده        | پسری که نمی‌خواهد بزرگ شود؛ دوست تینکر بل و وندی و رئیس پسران گمشده                                                                 |
| کاترین بومن     | وندی دارلینگ                        | شوکت حجت            | بزرگ‌ترین فرزند جورج و مری دارلینگ و خواهر بزرگتر جان و مایکل                                                                       |
| پل کالینز       | جان دارلینگ                         |                     | دومین فرزند جورج و مری دارلینگ و برادر وندی و برادر بزرگتر مایکل                                                                   |
| تامی لوسک       | مایکل دارلینگ                       |                     | کوچک‌ترین فرزند جورج و مری دارلینگ و برادر کوچکتر وندی و مایکل                                                                      |
| هدر آنجل        | مری دارلینگ                         |                     | مادر وندی، جان، مایکل و همسر جورج دارلینگ                                                                                          |
| هانس کانرید     | جورج دارلینگ                        | حسین عرفانی         | پدر وندی، جان، مایکل و همسر مری دارلینگ                                                                                            |
| هانس کانرید     | کاپیتان جیمز هوک                    | شهروز ملک‌آرایی      | بزرگ‌ترین دزد دریایی ناکجا آباد و دشمن پیتر که بخاطر قطع کردن دستش و انداختن آن جلوی تمساح از پیتر کینه دارد                        |
| جون فوری        | پری دریایی‌ها                        |                     | پری دریایی‌ها دوستان پیتر هستند و علاقه زیادی به داستان‌های قهرمانانه پیتر از زبان خودش دارند؛ آن‌ها در مرداب پری دریایی زندگی می‌کنند |
| کانی هیلتون     | پری دریایی‌ها                        |                     | پری دریایی‌ها دوستان پیتر هستند و علاقه زیادی به داستان‌های قهرمانانه پیتر از زبان خودش دارند؛ آن‌ها در مرداب پری دریایی زندگی می‌کنند |
| کارن کاستر      | پری دریایی‌ها                        |                     | پری دریایی‌ها دوستان پیتر هستند و علاقه زیادی به داستان‌های قهرمانانه پیتر از زبان خودش دارند؛ آن‌ها در مرداب پری دریایی زندگی می‌کنند |
| مارگارت کری     | پری دریایی‌ها                        |                     | پری دریایی‌ها دوستان پیتر هستند و علاقه زیادی به داستان‌های قهرمانانه پیتر از زبان خودش دارند؛ آن‌ها در مرداب پری دریایی زندگی می‌کنند |
| کندی کاندیدو    | رئیس قبیله                          |                     | بر خلاف نگاه خشنش، او یک رهبر مهربان و پدر لیلی ببره است                                                                           |
| تام کانوی       | راوی                                |                     | راوی که صدایش فقط در ابتدای فیلم شنیده می‌شود                                                                                       |
| بیل تامپسون     | آقای اسمی                           |                     | اولین همراه و دستیار شخصی کاپیتان هوک است                                                                                          |
| ملومن           | گروه کر دزدان دریایی و قبیله بومیان | در فارسی دوبله نشده | در زمان خوانندن دزدان دریایی و قبیله بومیان صدایشان شنیده می‌شود                                                                    |
| تورل ریونسکرافت | گروه کر دزدان دریایی و قبیله بومیان | در فارسی دوبله نشده | در زمان خوانندن دزدان دریایی و قبیله بومیان صدایشان شنیده می‌شود                                                                    |
| بیل لی          | گروه کر دزدان دریایی و قبیله بومیان | در فارسی دوبله نشده | در زمان خوانندن دزدان دریایی و قبیله بومیان صدایشان شنیده می‌شود                                                                    |
| باب استیونز     | گروه کر دزدان دریایی و قبیله بومیان | در فارسی دوبله نشده | در زمان خوانندن دزدان دریایی و قبیله بومیان صدایشان شنیده می‌شود                                                                    |
| مکس اسمیت       | گروه کر دزدان دریایی و قبیله بومیان | در فارسی دوبله نشده | در زمان خوانندن دزدان دریایی و قبیله بومیان صدایشان شنیده می‌شود                                                                    |

## تولید
در سال ۱۹۱۳، والت دیزنی شاهد اجرای تور در خانه اپرای کارتر بود که مد آدامز را در نقش پیتر پن در مارسلین شروع کرد. در مدرسه پارک، والت در نقش پیتر پن به همراه برادرش روی، یک بلوک و دکل را که طناب قطع شد، بازی کرد و همان‌طور که والت به یاد آورد، «من مستقیماً در چهره تماشاگران شگفت‌زده پرواز کردم». همچنین اشاره کرد که او از مد آدامز واقع‌گراتر است. در پایان اجرای خود در سال ۱۹۲۴، والت یک فیلم صامت دید که تخیل او را برانگیخت. در سال ۱۹۳۵، والت دیزنی ابراز علاقه کرد که اقتباسی از پیتر پن را به عنوان دومین فیلم خود پس از سفید برفی و هفت کوتوله انجام دهد. با این حال، حقوق فیلم لایو اکشن متعلق به پارامونت پیکچرز بود. مالک کپی رایت، بیمارستان کودکان بیمار در لندن، به‌طور ناموفق به دیزنی پیشنهاد داد تا با پارامونت توافق کند. با این حال، در ژانویه ۱۹۳۹، دیزنی با پیشی گرفتن از استودیوی فلیشر، که در حال ساخت فیلم‌های بلند انیمیشن نیز بود، حقوق انیمیشنی یا اقتباس از نمایشنامه را به دست آورد. در اوایل سال ۱۹۳۹، یک حلقه داستان تکمیل شد، و در ماه مه بعد، دیزنی چندین انیماتور برای شخصیت‌ها در نظر داشت. ولادیمیر تایتلا برای دزدان دریایی، نورمن فرگوسن برای سگ، نانا (که همچنین انیمیشن پلوتو را نیز ساخته‌است) و فرد مور برای تینکر بل در نظر گرفته شدند.
در این مدت، دیزنی تفسیرهای احتمالی زیادی از داستان را بررسی کرد. در نسخه اولیه، فیلم با روایت داستان پیتر پن شروع می‌شد. اما در طول یک جلسه داستانی در ۲۰ می ۱۹۴۰، دیزنی گفت: «ما باید مستقیماً وارد داستان شویم، جایی که پیتر پن به خانه می‌آید تا سایه خود را بگیرد. اینجاست که داستان شروع می‌شود. چگونه پیتر به وجود آمد، واقعاً داستان دیگری است.» دیزنی همچنین ایده افتتاح این فیلم را در سرزمین ناکجا آباد با پیتر پن که به خانه وندی می‌آید تا او را به عنوان مادری برای پسران گمشده ببرد، بررسی کرد. در نهایت، دیزنی تصمیم گرفت که نقشه آدم‌ربایی خیلی تاریک است و او به نمایشنامه اصلی بازگشت او که در آن پیتر می‌آید تا سایه خود را بگیرد و وندی مشتاق دیدن ناکجا آباد است، تغییر داد.
پس از بمباران پرل هاربر در ۷ دسامبر ۱۹۴۱، ارتش ایالات متحده کنترل استودیو را به دست گرفت و والت دیزنی را مأمور ساخت فیلم‌های آموزشی و تبلیغات جنگی کرد، بنابراین کار پیش تولید پیتر پن و آلیس در سرزمین عجایب متوقف شد. با این حال، بانک آمریکا اجازه داد تولید در طول جنگ ادامه یابد. پس از جنگ، کار بر روی فیلم با جک کینی به عنوان کارگردان از سر گرفته شد. در آن زمان، کینی به فکر ترک والت دیزنی پروداکشنز برای استودیوی کارتون Metro-Goldwyn-Mayer بود، اما محدودیت‌های زمان جنگ مانع از آن شد. از آنجا که او نمی‌خواست کینی از قراردادش خارج شود، دیزنی کینی را به کارگردانی پیتر پن منصوب کرد.
در همان زمان، دیزنی با مری مارتین، که در یک تولید صحنه ای از نمایشنامه ظاهر می‌شد، دربارهٔ صدای پیتر پن صحبت کرد. دیزنی شکایت داشت که صدای او «بیش از حد سنگین، بالغ و پیچیده» است. ژان آرتور با والت تماس گرفت تا برای این نقش در نظر گرفته شود. دیزنی همچنین با کری گرانت در مورد صدای کاپیتان هوک صحبت کرده بود، احتمالی که گرانت پاسخ داد که «این ایده او را مجذوب خود کرده‌است.» دیزنی که نسبت به تأخیرها بی تاب بود، از کینی خواست که به جای اتمام کل فیلمنامه قبل از استوری بورد، روی سکانس‌ها به صورت متوالی کار کند، به طوری که یک صحنه در جلسه داستان صبح تأیید شود و بلافاصله در مرحله توسعه قرار گیرد. شش ماه بعد، در طی یک جلسه استوری‌بورد، کینی ارائه‌ای دو ساعت و نیم ارائه کرد که در طی آن دیزنی ساکت نشست و سپس گفت: «می‌دانی، من به سیندرلا فکر کرده‌ام .»
در سال ۱۹۴۷، سلامت مالی والت دیزنی بار دیگر شروع به بهبود کرد. در همین زمان، والت دیزنی نیاز به سیاست‌های اقتصادی صحیح را تأیید کرد، اما به حامیان مالی خود تأکید کرد که کاهش تولید خودکشی خواهد بود. برای بازگرداندن سلامت کامل استودیو، دیزنی تمایل خود را برای بازگشت به تولید فیلم‌های انیمیشن تمام‌قد ابراز کرد. در آن زمان، سه پروژه انیمیشن - سیندرلا، آلیس در سرزمین عجایب و پیتر پن - در حال توسعه بودند. دیزنی احساس می‌کرد که شخصیت‌های آلیس در سرزمین عجایب و پیتر پن بیش از حد سرد هستند، اما سیندرلا حاوی عناصری شبیه به شخصیت‌های فیلم سفید برفی است.، او تصمیم گرفت به سیندرلا چراغ سبز نشان دهد. در مه ۱۹۴۹، Variety گزارش داد که پیتر پن دوباره به تولید گذاشته شده‌است.
صحنه در مهد کودک دستخوش تغییرات زیادی شد. در یک نسخه، خانم دارلینگ است که سایه پیتر پن را پیدا می‌کند و مانند نمایشنامه اصلی آن را به آقای دارلینگ نشان می‌دهد. در نسخه دیگری از فیلم، نانا با پان و بچه‌های عزیز به سرزمین هرگز می‌رود، داستان از چشمان او روایت می‌شود. در تفسیر دیگری از داستان، جان دارلینگ به دلیل جدی بودن، عملی بودن و کسل‌کننده بودن پشت سر گذاشته می‌شود، اما رالف رایت، هنرمند داستان، دیزنی را متقاعد کرد که جان با دیگران به سرزمین هرگز برود. این اقتباس همچنین شامل وندی بود که کتاب تصویری پیتر پن خود را آورد و پیتر و بچه‌ها یک «شام خیالی» می‌خوردند. در یک نقطه، یک مهمانی در مخفیگاه پیتر شکل گرفت که در آن تینکر بل تحقیر می‌شود و با خشم خود به کاپیتان هوک مکان مخفیگاه پیتر پن را به میل خودش می‌گوید. با این حال، دیزنی احساس کرد که این داستان برخلاف شخصیت تینکر بل است. در عوض، او کاپیتان هوک را مجبور کرد که تینکر بل را ربود و او را متقاعد کرد که به او بگوید. در نمایشنامه باری، کاپیتان هوک در دوز داروی پیتر سم می‌ریزد و تینکر بل با نوشیدن خود زهر، پیتر را نجات می‌دهد تا با تشویق تماشاگران تئاتر دوباره زنده شود. پس از بحث‌های فراوان، دیزنی از ترس اینکه دستیابی به آن در یک فیلم دشوار باشد، این توسعه داستان را کنار گذاشت.
در فیلمنامه‌های قبلی، صحنه‌های بیشتری از دزدان دریایی و پری دریایی وجود داشت که شبیه صحنه‌های کوتوله‌ها در سفید برفی و هفت کوتوله بود. در نهایت، این صحنه‌ها به دلایل سرعت قطع شد. مفهوم فیلم نیز در یک نقطه کمی تیره‌تر از محصول نهایی بود. به عنوان مثال، صحنه‌هایی از کشته شدن کاپیتان هوک توسط تمساح، سوگواری خانواده دارلینگ برای فرزندان از دست رفته خود و پان و کودکان در حال کشف گنج دزدان دریایی مملو از تله‌های انفجاری وجود داشت.

### انیمیشن

#### مرجع اکشن زنده
مانند انیمیشن‌های قبلی دیزنی، یک نسخه لایو اکشن فیلمبرداری شد تا به عنوان کمکی برای انیماتورها با بازیگران در حال اجرای یک قطعه دیالوگ از پیش ضبط شده باشد. مارگارت کری فراخوانی برای تست بازیگری دریافت کرد تا به عنوان مرجع لایو اکشن Tinker Bell عمل کند. برای مرجع لایو اکشن، کری گفت که باید دستانش را دراز کند و وانمود کند که برای تمام صحنه‌هایی که به آن نیاز دارند پرواز می‌کند. علاوه بر این، کری به همراه کانی هیلتون و جون فوری به عنوان مرجع یکی از پری‌های دریایی خدمت کرد.  [منبع خود منتشر شده] در همان زمان، استودیو به دنبال بازیگری برای به تصویر کشیدن پیتر پن بود، که کری برای آن معلم رقص خود رولاند دوپری را پیشنهاد کرد.. با او مصاحبه شد و در نهایت این نقش را برد، و مرجعی برای سکانس‌های پرواز و اکشن ارائه کرد. بابی دریسکول همچنین به عنوان مدل مرجع لایو اکشن برای پیتر پن عمل کرد، اگرچه او عمدتاً برای صحنه‌های نزدیک استفاده می‌شد. هانس کانرید کار صداگذاری را در طی چند روز به پایان رساند و به مدت دو سال و نیم به عنوان مرجع لایو اکشن خدمت کرد. او بعداً همان کاری را انجام داد که مرجع اکشن زنده پدر پرنسس آرورا، پادشاه استفان، در زیبای خفته بود، اگرچه او فرصتی برای صداپیشگی استفان در نقش تیلور هلمز پیدا نکرد. به جای آن وظیفه داده شد. کاترین بومونت که صداپیشه وندی نیز بود، علاوه بر نقش و الگوی صداگذاری آلیس در آلیس در سرزمین عجایب، برای فیلم مرجع لایو اکشن وندی نیز اجرا کرد.

#### انیمیشن شخصیت
میلت کال می‌خواست کاپیتان هوک را متحرک کند، اما به جای آن مأموریت یافت تا پیتر پن و بچه‌های عزیز را متحرک کند. او مدعی شد که «به او مانور داده شده‌است». در طول تولید، در حین ساخت انیمیشن پیتر پن، کال ادعا کرد که سخت‌ترین چیز برای متحرک کردن، شخصیتی است که در هوا شناور است. در حین مشاهده انیمیشن پیتر پن، والت دیزنی شکایت کرد که انیماتورها اجازه داده‌اند بسیاری از ویژگی‌های صورت بابی دریسکول به طراحی شخصیت راه پیدا کند و به کال گفت: «آنها خیلی مردانه هستند، خیلی پیر هستند. چیزی در آنجا اشتباه است.» کاهل جواب داد: می‌خواهی بدانی چه اشکالی دارد!؟... چه اشکالی دارد که در آن جا استعدادی ندارند.
کار انیمیشن سازی کاپیتان هوک به فرانک توماس محول شد که با دیدگاه‌های متناقضی از شخصیت روبرو شد. هنرمند داستان، اد پنر، هوک را به‌عنوان «یک آدم بسیار احمق، نه قوی، شیک‌پوش، که تمام ظرافت‌ها را دوست داشت. یک آدم کلاهبردار. [گری] جرونیمی، او را به‌عنوان یک ارنست تورنس می‌دید: یک نوع پست و سنگین. شخصیتی که از قلاب خود به طرز تهدیدآمیزی استفاده کرده‌است." وقتی والت دیزنی اولین صحنه‌های آزمایشی توماس را دید، گفت: "خب، آن صحنه آخر چیزی است که من دوست دارم، فکر می‌کنم شما در حال دریافت او هستید. فکر می‌کنم بهتر است صبر کنیم و اجازه دهیم فرانک کمی جلوتر برود." از آنجا که توماس نمی‌توانست تمام صحنه‌های هوک را متحرک کند، سکانس‌های خاصی به ولفگانگ رایترمن داده شد. مانند آنچه هوک را در تلاش برای فرار از تیک تاک کروکودیل نشان می‌دهد.
اولی جانستون انیمیشن آقای اسمی بود. جانستون برای به تصویر کشیدن شخصیت کمدی و در عین حال ترسناک و متعصب خود، از تغییری از طرح کوتوله از سفید برفی استفاده کرد و آقای اسمی مکرراً پلک زد. مربی سابق جانستون، فرد مور، در واحد خود به عنوان انیماتور شخصیت برای صحنه‌های کوچک اسمی کار می‌کرد. مور همچنین پری دریایی و پسران گمشده را انیمیشن کرد. در ۲۲ نوامبر ۱۹۵۲ مور و همسرش در کوه گلیسون درایو در لس آنجلس درگیر یک تصادف رانندگی شدند. مور روز بعد بر اثر ضربه مغزی در بیمارستان سنت جوزف، روبروی استودیو دیزنی درگذشت.

## اقتباس لایو اکشن
مقاله اصلی: پیتر پن و وندی
در آوریل ۲۰۱۶، به دنبال موفقیت‌های مالی و انتقادی فردی مالفیسنت، سیندرلا، و کتاب جنگل، تعدادی از اقتباس‌های لایو اکشن از انیمیشن‌های کلاسیک والت دیزنی پیکچرز در دست ساخت اعلام شد. شرکت والت دیزنی اعلام کرد که یک فیلم لایو اکشن پیتر پن در حال ساخت است و دیوید لوری به عنوان کارگردان، با فیلمنامه ای که او با توبی هالبروکز نوشته‌است، در حال ساخت است. در ژوئیه ۲۰۱۸، گزارش شد که این فیلم بلند به‌طور انحصاری در سرویس پخش این شرکت، Disney+ منتشر خواهد شد. [منبع مورد نیاز]از آن زمان گفته شده‌است که این فیلم ممکن است در سینما اکران شود.
در ژانویه ۲۰۲۰، انتخاب بازیگران در حال انجام بود در حالی که عنوان فیلم دوباره پیتر پن و وندی شد. جو راث و جیم ویتاکر به عنوان تهیه‌کننده ایفای نقش خواهند کرد. قرار بود عکاسی اصلی در ۱۷ آوریل ۲۰۲۰ در کانادا و لندن، بریتانیا آغاز شود. تا ماه مارس، الکساندر مولونی و اور اندرسون به ترتیب در نقش پیتر پن و وندی انتخاب شدند. با این حال، در اواخر همان ماه، فیلمبرداری در تمام پروژه‌های دیزنی به دلیل همه‌گیری COVID-19 و محدودیت‌های صنعتی در سراسر جهان متوقف شد. در ژوئیه ۲۰۲۰، جود لا برای ایفای نقش کاپیتان هوک وارد مذاکرات اولیه شد و دو ماه بعد رسماً انتخاب شد. خواکین فینیکس، آدام درایور، و ویل اسمیت همگی قبلاً در فهرست کوتاه بازیگرانی بودند که برای این نقش در نظر گرفته شده بودند، اگرچه هر یک از آنها در نهایت فرصت را از دست دادند. در سپتامبر ۲۰۲۰، یارا شهیدی برای نقش تینکر بل انتخاب شد. در اکتبر ۲۰۲۰، آلیسا واپاناتاهک برای نقش لیلی ببره انتخاب شد. در ژانویه ۲۰۲۱، جیم گافیگان در نقش آقای اسمی به بازیگران فیلم پیوست. در ۱۶ مارس ۲۰۲۱، همان روزی که عکاسی اصلی به‌طور رسمی آغاز شد، آلن تودیک، مولی پارکر، جاشوا پیکرینگ و جاکوبی جوپ به ترتیب در نقش آقای دارلینگ، خانم دارلینگ، جان دارلینگ و مایکل دارلینگ معرفی شدند.
در دسامبر ۲۰۲۰، اعلام شد که این فیلم در دیزنی پلاس اکران خواهد شد. [  فیلمبرداری در ۱۶ مارس ۲۰۲۱ در ونکوور، کانادا آغاز و انتظار می‌رفت در ۳۰ ژوئن 2021 به پایان برسد. پیتر پن و وندی قرار است در سال ۲۰۲۲ در دیزنی+ منتشر شود.

## موسیقی
فرانک چرچیل در اوایل دهه ۱۹۴۰ چندین آهنگ برای این فیلم نوشت و چارلز والکات ترانه‌های دیگری را در سال ۱۹۴۱ نوشت. هنگامی که کار روی پیتر پن در سال ۱۹۴۴ از سر گرفته شد، الیوت دانیل آهنگ‌هایی برای فیلم ساخت. با این حال، این نسخه از پیتر پن کنار گذاشته شد تا استودیو بتواند سیندرلا را کامل کند. در آوریل ۱۹۵۰، گزارش شد که سامی کان و سامی فین در حال آهنگسازی برای پیتر پن هستند. موسیقی تصادفی فیلم توسط الیور والاس ساخته شده‌است.

### آهنگ‌ها
ملودی "The Second Star to the Right" در اصل برای آلیس در سرزمین عجایب به عنوان بخشی از آهنگی به نام "آن سوی آسمان خنده" نوشته شد. برخی از مجموعه‌های منتشر شده توسط دیزنی لند عنوان را به عنوان "Second Star to the Right" (بدون "The") می‌دهند. به عنوان مثال، به ۵۰ سال مبارک علاقه‌مندی‌های دیزنی (Disneyland Records, STER-3513, Side II) مراجعه کنید. «چه چیزی مرد سرخ را قرمز کرد؟» به دلیل کلیشه‌های نژادپرستانه‌اش از بومیان آمریکا بحث‌برانگیز شد. " هرگز به تمساح لبخند نزن " از موسیقی متن فیلم بریده شد، اما برای انتشار سی دی رکوردز والت دیزنی در سال ۱۹۹۷ گنجانده شد. آهنگ، با شعر، مجموعه ویدیویی و عنوان مربوطه Canta Con Nosotros، جایی که عنوان آن "Al reptil no hay que sonreír" است.
آهنگ‌های اصلی اجرا شده در این فیلم عبارتند از:
| خیر | عنوان                            | متن ترانه               | موسیقی      | مجری (های)                        |
| --- | -------------------------------- | ----------------------- | ----------- | --------------------------------- |
| ۱.  | ستاره دوم به سمت راست            | سامی کان                | سامی فاین   | گروه کر Jud Conlon & The Mellomen |
| ۲.  | شما می‌توانید پرواز کنید!         | سامی کان                | سامی فاین   | گروه کر Jud Conlon & The Mellomen |
| ۳.  | زندگی یک دزد دریایی              | اردمن پنر               | الیور والاس | ملومن                             |
| ۴.  | پیروی از رهبر                    | تد سیرز و وینستون هیبلر | الیور والاس | پل کالینز، تامی لوسک و بازیگران   |
| ۵.  | چه چیزی مرد سرخ را قرمز کرد؟     | سامی کان                | سامی فاین   | Candy Candido & The Mellomen      |
| ۶.  | مادر تو و من                     | سامی کان                | سامی فاین   | کاترین بومن                       |
| ۷.  | کاپیتان هوک زیبا                 | سامی کان                | سامی فاین   | هانس کانرید، بیل تامپسون و ملومن  |
| ۸.  | شما می‌توانید پرواز کنید! (تکرار) | سامی کان                | سامی فاین   | گروه کر Jud Conlon & The Mellomen |
| ۹.  | هرگز به کروکودیل لبخند نزن       | جک لارنس                | فرانک چرچیل |                                   |

## انتشارات موسیقی
- موسیقی متن منتشر شده در سال ۱۹۹۷ شامل آهنگ‌های جایزه «هرگز به تمساح لبخند نزن» (همراه با اشعار) و یک ضبط دمو اولیه از «آهنگ قایق‌ران» است.